# 岡本知高
岡本 知高（おかもと ともたか、1976年12月3日 - ）は、日本のクラシック音楽歌手。ソプラニスタ（男性ソプラノ）。高知県宿毛市出身。

## プロフィール
股関節の難病であるペルテス病を患って小学1年生から4年生までの間、家族と離れ特別支援学校（当時は養護学校）で過ごしたが、週末の帰宅時は7歳上の姉の弾くピアノに合わせて母と歌っていた。全快し自宅に戻った小学5年生からピアノを習い始める。進学した中学校と高知県立宿毛高等学校では吹奏楽部に所属。もともとサックス奏者志望であったが、レッスンで聞かせた歌声に師から世界的にも珍しいソプラニスタの素質を見出され、師の勧めで国立音楽大学声楽科に入学する。在学中より音楽コンクールの入賞・優勝を重ね、1998年に「第九」日本初演80周年記念再現リサイタル"蘇る第九!"にソプラノ・ソリストとして抜擢された。同大学を1999年に準首席卒業後、パリ市立プーランク音楽院に入学し、2002年首席で修了。帰国する。
2003年11月にCDデビュー。テレビCMなどで楽曲が使用されるようになりブレーク。ソプラニスタである高音とそのギャップのある巨漢のキャラクターも注目を集め、『たけしの誰でもピカソ』『うたばん』等のバラエティ番組にも出演した。
またその一方で、ライフワークとして取り組んでいる学校訪問コンサートや、各地の学生らとのステージ共演に力を注ぐなど、音楽教師を目指していたという岡本らしい子供達とのふれあい活動も全国展開している。その背景にあるのは、“地元宿毛市の豊かな自然の中で天真爛漫に育った幼少時代と、先述の6歳のときに足の病気を患い、親元を離れ養護施設で過ごした4年間の貴重な経験が、現在の岡本知高の礎である”と本人も語っている。
レパートリーは、バロック時代のカストラート作品から宗教曲、オペラ、日本歌曲、クラシカル・クロスオーバー、ミュージカル、ポップスと多岐にわたり、井上陽水らがオリジナル楽曲を提供している。
国内主要オーケストラや様々なアーティストとの共演の他、モスクワ・フィルハーモニー交響楽団、イギリス室内管弦楽団、ロイヤル・フィルハーモニー管弦楽団、プラハ室内管弦楽団といった海外オーケストラとも共演している。
ゲームソフトドラゴンクエストシリーズを手がける鳥山明の衣装デザインが好きで、それらを参考にしたというオリジナルの衣装を身に纏っている。
これまでに神﨑克彦、瀬川武、宇田川貞夫、A.パパジャクに師事。
2021年8月8日「2020年東京オリンピックの閉会式」に於いて、英語でオリンピック賛歌を独唱した。

## 特徴
男性でありながら女性ソプラノの音域を持つ男性ソプラノ歌手「ソプラニスタ」。多くのソプラニスタやカウンターテノールがファルセット（男性裏声）を用いて技巧的に発声するのに対し、岡本の場合は、男性としての強い筋力と豊かな肺活量を、生まれながらのソプラノヴォイスを通して発揮できるという、世界的にも大変希有な「天性の男性ソプラノ歌手」である。テノールやバリトンといった一般男性の声は合わせ持っておらず、発声のメカニズムとしては完全に女性ソプラノと同様と考えて良いため、“コントラバスにヴァイオリンの弦が張られている”などと本人は愉快な表現で説明している。

## ディスコグラフィー

### シングル
1. 「涙のアリア」2004年1月21日発売（ドラマ「牡丹と薔薇」主題歌）
2. 「E-I-E-N」2004年10月21日発売（カネボウ化粧品CMソング）
3. 「空へ」2005年2月2日発売（NHK「みんなのうた」）
4. 「道標」2009年8月19日発売（福山雅治の楽曲をカバー）

### デジタル配信シングル
1. 「一輪の笑顔」2008年5月28日発売（高知県「花・人・土佐であい博2008」イメージソング）
2. 「シアワセのヨッチョレヨ！」2010年8月4日発売（NHK「みんなのうた」）
3. 「Bolero III」2014年12月17日発売（フジテレビ系「フィギュアスケート番組」メインテーマ）
4. 「World in union」2021年9月1日発売
5. 「あなたに太陽を」2023年8月23日発売[映像 1]

### アルバム
1. 『ソプラニスタ』2003年11月26日発売
2. 『ソプラニスタ・コンサート』2004年6月23日発売
3. 『ラ・ヴォーチェ』2004年11月26日発売
4. 『旅立ちの日に』2005年11月16日発売
5. 『ソプラニスタ・ザ・ベスト』2007年1月13日発売
6. 『ジパング -心に響く、日本のうた-』2010年1月20日発売
7. 『君のために歌おう』2011年2月23日発売
8. 『春なのに〜想歌（おもひうた）』2016年10月12日発売
9. 『 Breath〜 ｜春なのに』2019年3月20日発売
10. 『Anthem』2021年12月1日発売
11. 『あなたに太陽を〜CDデビュー20周年記念ベスト』2023年9月20日発売[2]

### 映像作品
- 『ソプラニスタ・コンサート』2004年06月23日発売

### 楽曲参加作品
- 中島啓江のアルバム『赤とんぼ』（2012年4月4日発売）で、「赤とんぼ」「紅葉」を中島啓江とデュエット。
- 海上自衛隊東京音楽隊の配信シングル「祈り〜a prayer 2023 [duet version]」（2023年8月23日発売）で三宅由佳莉とデュエット[3][映像 2]。
  - 三宅由佳莉（海上自衛隊東京音楽隊所属）のアルバム『Departure〜新たな船出』（2023年8月30日発売）に収録。
  - 自身のアルバム『あなたに太陽を〜CDデビュー20周年記念ベスト』に収録。

### 映像参加作品
- NHK 夢りんりん丸 〜船に乗ろう〜（2005年3月16日）

## タイアップ
- 「涙のアリア」 - ドラマ「牡丹と薔薇」主題歌（2004年）
- 「E-I-E-N」- カネボウ化粧品CMソング（2004年）
- 「Reverse」- グリコ「リバース」CMソング（2004年）
- 「Bolero」 - フジテレビ系「フィギュアスケート番組」メインテーマ（2006年〜）
- 「アヴェ・マリア（サン＝サーンス）」-東レのCMソング（2007年）
- 「一輪の笑顔」 - 高知県「花・人・土佐であい博2008」イメージソング（2008年）
- 「永遠の海」 - 地域ドラマ「ダルマさんが笑った。」主題歌（2014年3月19日）

## 書籍
- 神崎克彦『ソプラニスタ 奇蹟の歌声-岡本知高とその世界』日本文芸社 2005年 ISBN 978-4537253375
- NHKみんなのうた『空へ』新風舎（2005年11月1日） ISBN 978-4797482508

## 出演

### コンサート
- 岡本知高 Concert del Sopranista（2003〜）毎年行っている自身の全国ツアー
- 夢で逢いましょう〜中島啓江コンサート〜（2010年3月5日・6日、2011年4月5日 - 10日、2012年4月3日 - 8日、2013年3月28日、2016年3月12日）
- リバーサイド・クラシックス音楽祭（2010年5月2日）
- 「第35回くにたちコンサート」国立音楽大学大阪同調会（2010年6月20日）
- 「第20会しあわせの村まつり」神戸（2010年7月31日）
- 日本フィルハーモニー交響楽団　第199回サンデーコンサート（2010年11月7日）
- 土佐の響き高らかに（2010年11月21日）
- 江原啓之　"第九も歌うぞ！"　コンサートVol.2（2010年12月2日）
- 国際ソロプチミスト半田20周年チャリティコンサート（2011年7月16日）
- ホリプロ・チャリティーコンサート「Song for you」（2011年7月18日、2013年12月25日）
- こどものための柴基金後援 第5回チャリティー・コンサート（2011年10月12日）
- Tokyo Ladies´Consort SAYAKA 6th Concert（2012年1月21日）
- イタリア・オペラ名曲アリア・コンサート（2012年5月26日）
- 「藝術文化の薫るまち」コンサート〜第九そしてソリストたちのアリア〜（2012年12月16日）
- 岡本知高クロスオーバーコンサート「祈り〜すべての人々へ〜」（2013年5月17日）
- 中島啓江＆岡本知高〜ダイナマイト姉弟コンサート〜（2013年7月7日、2014年4月22日）
- 関西フィルハーモニー管弦楽団「第3回城陽定期演奏会」（2013年8月25日）
- 川井郁子・岡本知高コンサート（2013年10月5日）
- 九州交響楽団 in ユリックス〜野外で楽しむポップス&クラシック〜（2013年10月12日）
- 古武道忘年会「師走の協奏曲」〜大阪 新歌舞伎座 特別公演〜（2013年12月27日）
- きみつ夢未来コンサート（2013年、2014年1月19日）
- 〜バレンタイン・スペシャル〜 わが心の映画音楽コンサート2014（2014年2月11日）
- オーケストラ・アンサンブル金沢「ファンタスティック・クラシカルコンサート」（2014年5月21日）
- 中島啓江と岡本知高のビッグコンサート〜bigなふたりのゴージャスセッション〜（2014年7月6日）
- クリスマス晩餐会『オーケストラ ガラ ディナー』（2014年12月25日）
- クロスオーバー・コンサート「クリエンターレ！」（2015年1月3日〜1月7日）
- Meet the Classic vol.30『華麗なるニューイヤーコンサート！〜岡本知高とのファンスタティック・ワールド〜』（2015年1月25日）
- サントリーホールフェスティバル2015『オープニング・フェスタ』-Soundsカーニバル-（2015年10月3日）
- 京都フィルハーモニー室内合奏団「Tomorrow Concert」（2016年3月10日）

### 舞台
- オペラ『ヘンゼルとグレーテル』（2010年） - 露の精 役
- オペラ『ハーメルンの笛吹き男』 （2012年、2013年） - 笛吹き男役（主演）
- WAHAHA本舗2013年 全体公演『ラスト』〜東京公演〜（2013年4月14日） - ゲスト出演
- SHOW-ism VII 『ピトレスク』 （2014年） - ピョートル 役
- ミュージカル『CHICAGO』（2014年、2016年） - メアリー・サンシャイン役[注 1][4][5]
- ミュージカル『ウィズ〜オズの魔法使い〜』（2015年）- 西の悪い魔女・イブリーン役

### イベント
- 「第71回日本ダービー開会式2004 」国歌独唱
- 「愛・地球博（愛知万博）世界フィギュアスケート選手権大会2007東京」
- 「世界フィギュアスケート選手権大会2007東京」
- 『お台場合衆国presentsキラキラWINTER LAND』（2012年12月18日）
- 「ISU四大陸フィギュアスケート選手権大会2013大阪」国歌独唱（2013年2月8日）
- 「フィギュアスケート ミュージックライブ」（2013年3月9日）
- ファッションイベント「THE MADAM SHOW2013 A/W」（2013年10月14日）
- 「ソチオリンピック日本選手団結団式2014」国歌独唱
- アイスショー「Fantasy on Ice 2015 in KANAZAWA・KOBE」（2015年6月、7月）
- 「2015 Jリーグチャンピオンシップ」国歌斉唱
- 「2020年東京オリンピックの閉会式」オリンピック賛歌独唱

### テレビ
- NHK「スタジオパークからこんにちは」（2002年10月18日・12月26日、2005年3月11日、2006年1月14日、2011年9月22日）
- テレビ東京系「たけしの誰でもピカソ」（2003年1月10日・4月4日・12月5日・12月19日、2004年4月9日）
- TBS系「ウッチャきナンチャき」（2003年1月22日）
- NHK BS「BS日本のうた」（2003年4月12日、2004年3月13日）
- テレビ朝日系「題名のない音楽会21」（2003年4月20日・9月28日、2005年2月13日、2006年1月22日、2007年7月25日・12月2日）
- TBS系「うたばん」（2003年12月18日、2004年2月19日・4月8日、2005年2月10日）
- フジテレビ系「ミュージック・フェア21」（2003年12月6日、2004年5月22日・29日、2005年3月12日）
- NHK「スタジオパークからおめでとう2004 」（2004年1月1日）
- NHK「日本うた絵巻 『四季折々 心の風景〜日本画家 平松礼二』」（2004年1月3日）
- テレビ朝日系「徹子の部屋」（2004年1月27日）
- フジテレビ系「孝太郎ラボ」（2004年8月9日）
- NHK「世界に輝くグランプリ〜第31回日本賞授賞式 」（2004年11月21日）
- フジテレビ系「新堂本兄弟」（2004年12月5日）
- NHK「NHK歌謡コンサート『愛・地球博で愛を歌う』」（2005年5月17日）
- TBS系 「学校へ行こう！MAX」（2005年5月31日・6月7日・10月25日）
- テレビ東京系「レディス4『奇跡の歌声!ソプラニスタ 岡本知高』」（2005年6月10日・11月11日）
- TBS系「月光音楽団♪ 」（2005年12月19日）
- フジテレビ系『フィギュアスケート ALL JAPANメダリスト・オン・アイス2006」（2006年12月31日）
- フジテレビ系「めざましどようび」（2007年1月27日）
- フジテレビ系「世界フィギュアスケート選手権2007『ペア・ショートプログラム』」（2007年3月20日）
- NHK「ホリデーインタビュー『翼をください〜ソプラニスタ 岡本知高』」（2008年1月14日）
- フジテレビ系「青春アカペラ甲子園 全国ハモネプリーグ」（2008年4月8日）
- テレビ東京系「スポンジ〜世界で学んできたこと Vol.007『ソプラニスタ・岡本知高』」（2009年6月18日）
- フジテレビ系「ごきげんよう」（2009年9月8日〜10日）
- NHK「着信御礼!ケータイ大喜利」（2009年10月17日）
- NHK「NHKニューイヤーオペラコンサート2010」（2010年1月3日）
- 日本テレビ系「ダウンタウンDX」（2010年1月28日・3月25日）
- NHK BS「プレミアム8　紀行　夢の聖地へ ナポリ　響け！幻の美声 〜声楽家・岡本知高〜」（2010年7月7日）
- NHK BS「あなたの街で夢コンサート」（2010年7月30日）
- 日本テレビ系「カミングアウトバラエティ!! 秘密のケンミンSHOW」（2010年8月12日、2011年1月27日・8月18日、2012年3月1日・7月12日）
- テレビ東京「土曜スペシャル『秋のイチオシ!超お得・日帰りツアー』」（2010年10月23日）
- NHK BS「夢の美術館"黄金のイタリア芸術"」（2011年1月3日）
- NHK名古屋「NHKナゴヤニューイヤーコンサート」（2011年1月3日）
- フジテレビ系「ミューサタ」（2011年2月18日）
- テレビ東京系「開運!なんでも鑑定団」（2011年5月17日）
- NHK「愛されて50年♪みんなのうたフェスティバル!」（2011年9月23日）
- NHK「名曲アルバム」（2011年07月07日、2013年7月14日、2014年01月07日）
- NHK静岡「たっぷり静岡」（2012年1月5日）
- TBS スパモク!!「カバソン・バトル」（2012年3月8日）
- フジテレビ系「笑っていいとも!」（2012年3月27日）
- KBS京都「ぽじポジたまご」（2012年6月1日）
- テレビ東京系「木曜8時のコンサート」（2012年8月23日、2013年8月15日、2015年10月29日）
- 日本テレビ系「快脳！マジかるハテナ」（2012年10月25日・11月3日）
- 日本テレビ系「未来シアター」（2012年11月30日）
- フジテレビ系「芸能人最強アカペラ王者決定戦ハモネプ☆スターリーグ」（2013年4月2日・10月1日・5日・8日）
- NHK「国民総参加クイズSHOW!クイズバトル47」（2013年5月8日）
- 日本テレビ系「東京エトワール音楽院」（2013年6月27日）
- NHK高知「土佐の夏2013 よさこい祭り」（2013年8月10日）
- BS-TBS「日本名曲アルバム」（2013年8月16日・23日）
- テレビ朝日系「YOU MAY DREAM 『ソプラニスタ・岡本知高が見た夢』」（2013年8月31日）
- 日本テレビ系「日本一テレビ・全日本歌唱力選手権〜歌唱王〜」（2013年9月14日・12月9日、2015年12月7日）
- NHK「大地の恵み・日本農業賞記念コンサート」（2014年4月26日）
- NHK高知「岡本知高の宿毛じまん旅」（2014年6月20日、2015年2月13日）
- テレビ朝日系「真夏のプレミア音楽祭〜魅惑のコラボレーション〜」（2014年8月16日）
- TOKYO MX「週末めとろポリシャン♪」（2014年8月22日）
- 日本テレビ系「AKB48主演!宮本亜門ミュージカル「ウィズ」完全密着SP」（2015年2月28日）
- BSジャパン「エンター・ザ・ミュージック」（2015年3月24日・12月8日）
- フジテレビ系「水曜歌謡祭」（2015年6月10日）
- テレビ朝日「関ジャニのTheモーツァルト音楽王No.1決定戦」（2015年9月25日・12月18日）
- 日本テレビ系「有吉反省会歌わない音楽祭2時間スペシャル」（2015年9月26日）
- NHK「ごごナマ」（2017年10月26日）
- BSフジ「おか素〜ソプラニスタの作り方〜」（2019年1月4日 - 3月22日）
- テレビ朝日系「題名のない音楽会」（2019年1月5日）
- テレビ朝日系「題名のない音楽会『オーケストラと夢をかなえる夢響2019』」（2019年10月20日）
- NHK「NHK短歌」（2020年2月2日）
- テレビ朝日系「路線バスで寄り道の旅」（2022年8月21日）
- TOKYO MX「5時に夢中!」（2025年5月9日）

### ラジオ
- TBSラジオ「大沢悠里のゆうゆうワイド」
- NHK-FM「今日は一日『古楽』三昧」（2011年2月11日）
- J-WAVE「CLASSY CAFE」（2011年3月27日）
- J-WAVE「GROOVE LINE Z」（2012年9月10日、2014年9月2日）
- ニッポン放送「上柳昌彦 ごごばん!」（2012年9月24日、2013年5月8日）
- TFM「コリンアテナ」（2012年12月8日・15日）
- ニッポン放送「中山秀征の有楽町で逢いまSHOW」（2013年10月25日）
- ニッポン放送「マイ プレイリスト Love for Japan 〜kizashi〜」（2014年1月12日）
- NHKラジオ第1「午後のまりやーじゅ」（2014年7月29日）
- ニッポン放送「上柳昌彦・山瀬まみ ごごばん!フライデースペシャル」（2014年8月1日）
- J-WAVE「LOHAS TALK」（2014年8月11日〜15日）
- 文化放送「吉田照美 飛べ!サルバドール」（2014年8月11日、2015年9月9日）
- TOKYO FM「坂本美雨のディアフレンズ」（2014年8月18日）
- bay fm「bay Girls campus」（2014年8月25日、2015年8月24日）
- bay fm「With you」（2014年9月3日、2015年8月31日）
- NHKラジオ第1「すっぴん!」（2015年2月12日）
- TBSラジオ「コシノジュンコ MASACA」（2015年9月6日・13日）
- 文化放送「楽器楽園〜ガキパラ〜 for all music-lovers」（2015年9月11日）
- ニッポン放送「垣花正 あなたとハッピー!」（2016年2月4日）
- TOKYO FM「TOKYO FMサンデースペシャル アンドレア・ボチェッリ『CINEMA WORLD TOUR』」（2016年2月7日）
- TBSラジオ「大沢悠里のゆうゆうワイド土曜日版」（2016年12月10日）[6]
- TBSラジオ「安住紳一郎の日曜天国」（2025年5月25日）